# 君が代丸

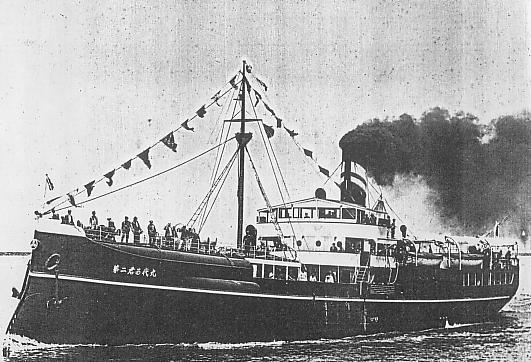
「第二君が代丸」の船影。

君が代丸（きみがよまる）は、1922年から1945年にかけて、日本統治時代の朝鮮の済州島と大阪市を結んでいた貨客船。運航者は尼崎汽船部（のちの関西汽船）で、君が代丸と第二君が代丸の2隻が存在した。当時、日本と朝鮮を結ぶ航路としては、関釜連絡船以外で数少ないものであった。

## 君が代丸
「君が代丸」は、1891年にオランダで建造された669トンの船「スワールデクールン」（Swaerdecroon）で、尼崎汽船は1906年に購入後、朝鮮航路で運用されていたこの船を1922年に済州航路に投入した。しかし1925年9月、航行中に台風と遭遇して、人命を優先して済州島に座礁させられた後、貨物船に改造されて九州航路で運用されている。1943年に関西汽船の所有となる。1945年5月23日に大分県姫島付近で、アメリカ軍の飢餓作戦により敷設された機雷に接触して沈没した。

## 第二君が代丸

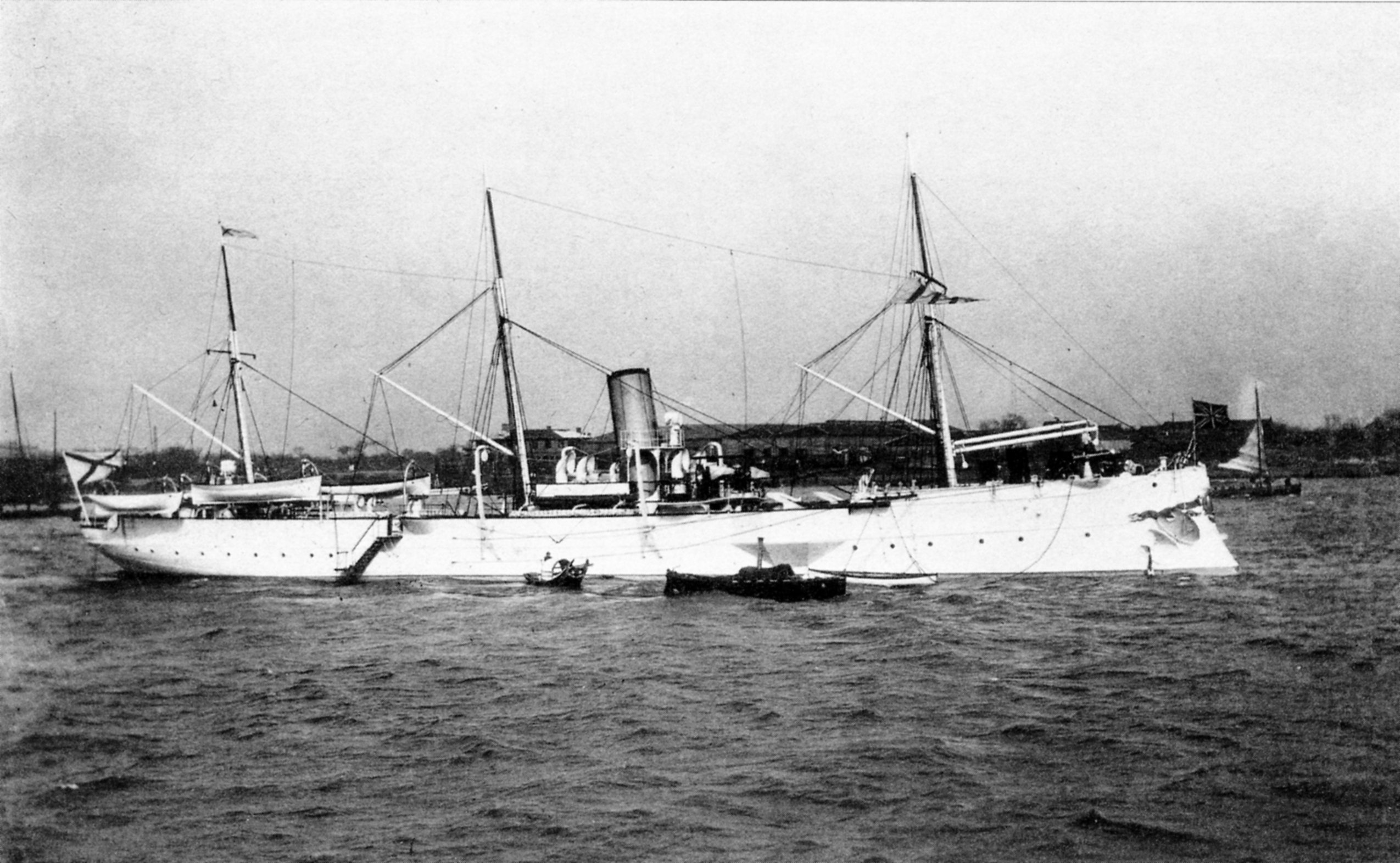
ロシア帝国軍艦として現役時代の写真。

「第二君が代丸」は尼崎汽船が座礁した「君が代丸」の代船として1925年に購入した、919総トン、全長62.7メートルの船である。今日「君が代丸」として語られるのはこの「第二君が代丸」である。
前身はソビエト連邦政府から購入した軍艦「マンジュール」（ru）で、帝政ロシア時代の1886年に建造された排水量1224トンの砲艦であった。日露戦争期には太平洋艦隊所属艦として中立の清にいて、武装解除されていた。日露戦争後には戦列復帰して、ロシア革命後にはソ連海軍でも使用されていた。なお、仁川沖海戦で沈んだ「コレーエツ」（en）は同型艦。
購入後に大阪で貨客船へと改装し、1926年に大阪-済州島間に就航した。元軍艦ということで、船首に衝角が突き出した商船としては特異な姿であった。「第二君が代丸」は既に船齢40年と老朽船の部類に属したが、その後約20年間就航した。1945年4月、安治川付近にあったところをアメリカ軍の空襲を受け沈没した。一方、アメリカ海軍の公式年表によると、6月1日の大阪大空襲の際にB-29爆撃機により撃沈となっている。

## 航海
大阪と済州島の間はおよそ2日の船旅で、大阪を朝出港すると済州島には翌日の夕方に到着するスケジュールであった。そのまま2日かけて済州島を周回して合計11か所に寄港した。しかし接岸できる岸壁はなかったため、艀による連絡に頼っていた。
船には甲板上の上等船室と甲板下の下等船室があった。乗船すると米飯が提供され、麦飯が普通だった当時の済州島民は驚いたという。しかし下等船室には多くの旅客と荷物が詰め込まれており、大変不潔な環境であったという。

## エピソード
- 定員は365人であったが、常に定員の2倍近い人数が乗船したという。
- 多くの朝鮮半島からの出稼ぎ者を運んだ。盆・正月には大阪港は帰省する朝鮮人出稼ぎ者や見送りの家族で溢れたという。
- 1928年4月、済州島住民と運営会社との間で運賃についてトラブルが発生したことがある。当時「君が代丸」の運賃は12円50銭であり、出稼ぎ女工の日給が1円である時代に「月給の2倍」とも言われた運賃は高額であるとして値下げと船客の待遇改善を要求された。運営会社側は当初取り合わなかったが[3]、1930年11月に済州島住人が函館成田商会から「蛟龍丸」を借りて東亜通航組合を設立し、運賃を6円50銭に設定して運航を開始したことから、「君が代丸」もやむなく運賃を3円まで引き下げた。組合は「蛟龍丸」の賃貸契約終了後は北日本汽船会社から「伏木丸」を購入し運航を開始したが、運賃を低額に設定し過ぎたため赤字が累積し、また既存の定期船に対する営業妨害があまりにも激しかったため警察の取り締まりを受け、1933年12月1日をもって運航は停止された。
- 当時の済州島民にとっては巨大な船に見えたらしく、済州の言葉で大きいことを「君が代丸のようだ」と表現する慣習は第二次世界大戦後も長く残っていた。

## 関連書籍
- 杉原達 『越境する民―近代大阪の朝鮮人史研究』 新幹社、1998年。
- 金賛汀 『異邦人は君ヶ代丸に乗って―朝鮮人街猪飼野の形成史』 岩波書店〈岩波新書〉、1985年。